# Hampus Näsström
Gunnar Hampus Näsström, född 18 december 1994 i Norrköping, är en svensk fotbollsspelare som för närvarande är klubblös. 
Hampus Näsström inledde sin fotbollskarriär i ungdomslagen hos Smedby AIS, en klubb baserad i Norrköping. 

## Karriär

### Smedby AIS (2013–2014)
År 2014 gjorde Näsström steget upp till seniorfotboll och spelade för Smedby AIS.

### Lindö FF (2015)
Året därpå, 2015, fortsatte Näsström sin fotbollskarriär i Lindö FF. Han var en viktig del av laget under sin tid i klubben och hjälpte till att stärka sin position som en lovande fotbollsspelare.

### IK Sleipner (2016–2017)
Näsström fortsatte sin karriär genom att ansluta sig till IK Sleipner under perioden 2016-2017.

### IF Sylvia (2018–2021)
År 2018 anslöt sig Näsström till IF Sylvia och tillbringade flera framgångsrika år i klubben.

### IFK Värnamo (Från 2022)
I februari 2022 värvades Näsström av allsvenska nykomlingen IFK Värnamo. I december 2023 förlängde han sitt kontrakt i klubben med ett år.